# Gobierno Federal de Somalia
El Gobierno Federal de Somalia (en somalí: Dowladda Federaalka Soomaaliya, en árabe: حكومة الصومال الاتحادية‎) es el Gobierno internacionalmente reconocido de Somalia y el primer intento de crear un Gobierno central en el país desde el colapso de la República Democrática de Somalia. Se estableció el 20 de agosto de 2012, tras el fin del mandato provisional del Gobierno Federal de Transición, con la aprobación de la Constitución de Somalia.
Oficialmente comprende el poder ejecutivo del Gobierno, con el Parlamento actuando como poder legislativo. Está encabezado por el presidente de Somalia, a quien el Gabinete rinde cuentas por medio del primer ministro.